# Reconeixement d'unions del mateix sexe al Japó

Silueta del Japó amb els colors de la bandera LGBT

El matrimoni entre persones del mateix sexe al Japó no és legal i està prohibit a nivell nacional, tot i que els actes homosexuals entre adults, per mutu consentiment i dins de l'àmbit privat van ser despenalitzats en 1880.
Respecte a la resta de països de la seva àrea geogràfica, a causa de la influència de la seva tradició religiosa sincrética, majoritàriament xintoista i budista, la visió majoritària és tolerant respecte a l'homosexualitat. Al Japó no s'han penalitzat les relacions homosexuals i s'observa en les enquestes un augment en el suport social al reconeixement del matrimoni homosexual.
Des de 2015 deu prefectures han establert registres on les parelles homosexuals poden inscriure's. Amb aquest fet poden obtenir ajudes en situacions com a lloguers, visites hospitalàries i altres beneficis socials. La dècima, Chiba, el posà en marxa el 2019. No obstant això no existeix al Japó un sistema de registre amb clars efectes jurídics.

## Matrimoni

### Constitució

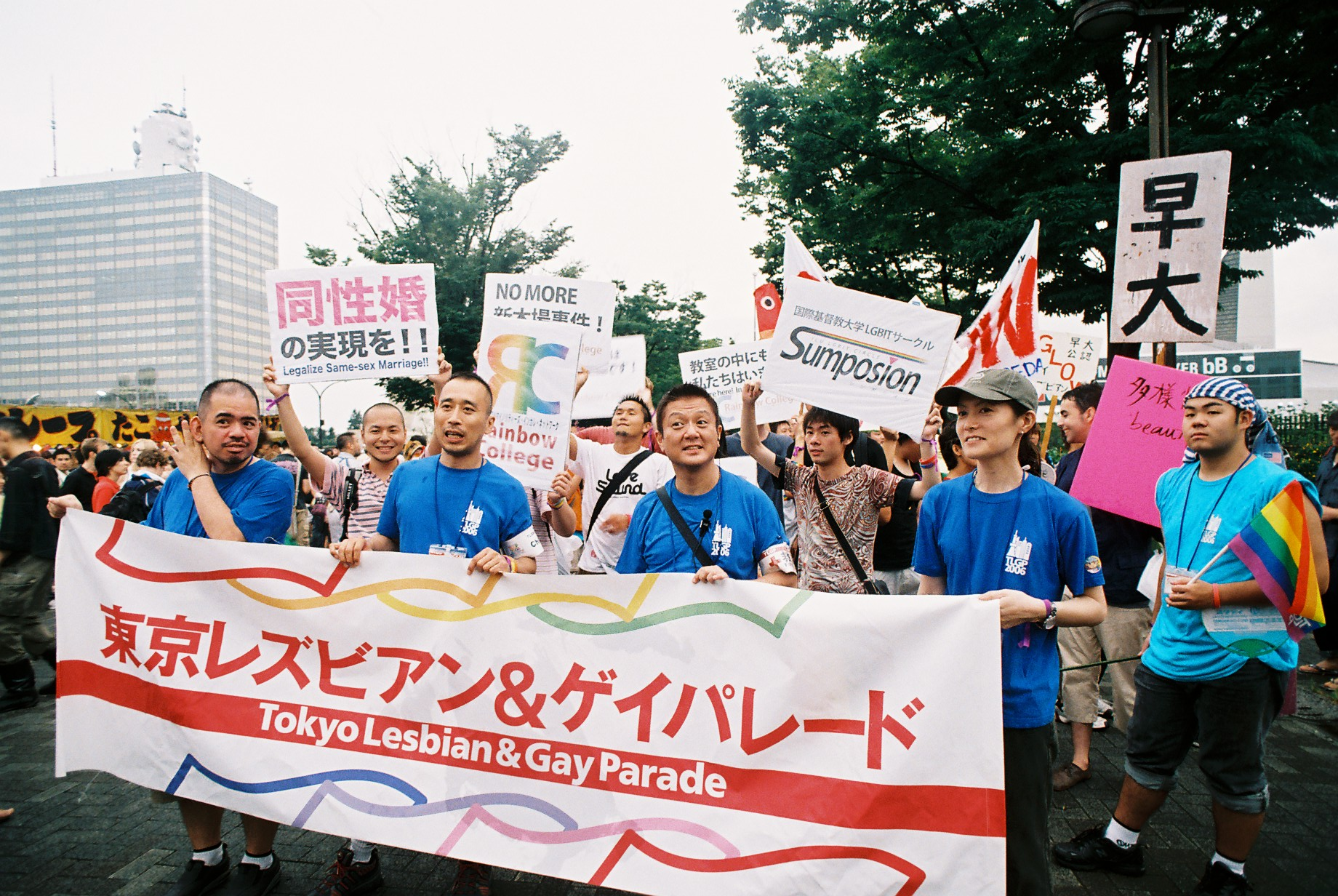
Manifestació de l'Orgull LGBT a Tòquio (2006)

L'article 24 de la Constitució japonesa, promulgada el 3 de maig de 1947, després de la derrota nipona a la Segona Guerra Mundial, estableix: "El matrimoni es basarà únicament en el consentiment mutu d'ambdós sexes i es mantindrà mitjançant la cooperació mútua amb la igualtat de drets de marit i dona com a base”.
Prèviament les parelles al Japó podien casar-se només si el cap de família respectiu (el pare, o en absència d'un pare, el fill gran) prestava el seu consentiment a la unió. Com a resultat el matrimoni concertat era la forma dominant de matrimoni. Les parelles que no obtenien el permís familiar s'havien d'escapolir, i considerar-se matrimoni de fet, però no legal. Per tant, se sol interpretar que l'objectiu de l'article 24 era afirmar la llibertat de consentiment dels adults per contraure matrimoni, establir explícitament la igualtat de tots dos sexes al matrimoni, ja que la redacció defineix el matrimoni com la unió d'home i dona.
Alguns acadèmics del dret argumenten que, pel fet que la intenció darrere de l'article no es referia al matrimoni entre persones del mateix sexe, no interfereix amb la legalització del matrimoni entre persones del mateix sexe. No obstant això, legisladors conservadors, així com experts en dret que adopten un enfocament literal de la interpretació constitucional, argumenten que aquest argument no és vàlid.

### Codi Civil

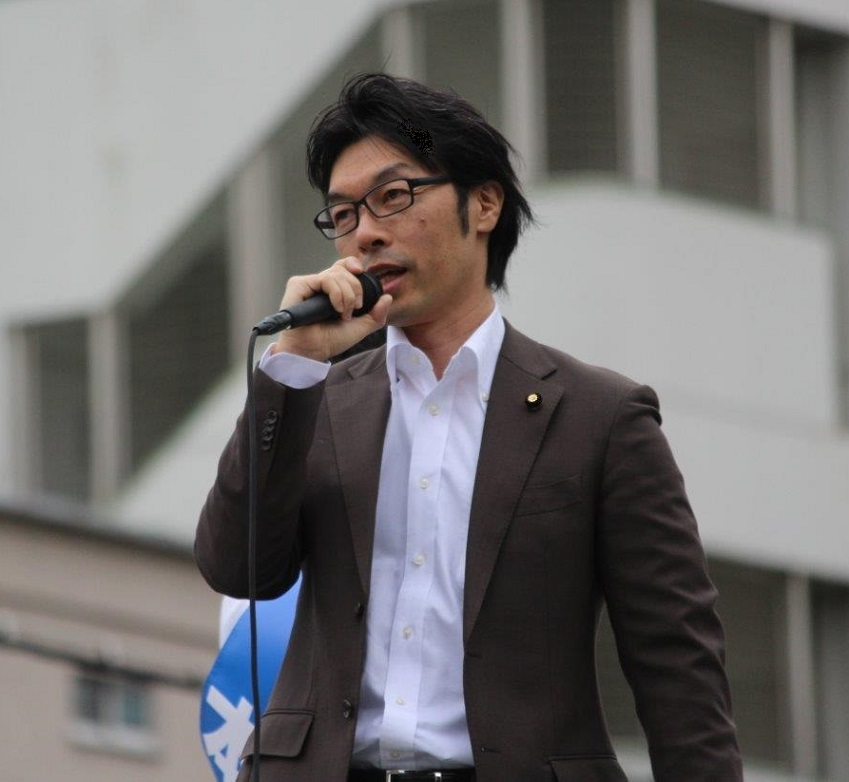
El polític i activista Kota Matsuda va recolzar al Parlament el matrimoni homosexual

El Codi civil nipó se sol referir en els assumptes matrimonials amb els termes "marit", "dona" i "esposa". Abans de celebrar un matrimoni la legislació estableix l'obligatorietat d'obtenir un certificat governamental que contingui informació bàsica de tots dos contraents, incloent estat marital, edat, sexe o nacionalitat.
El 27 de març de 2009 es va informar que el Japó va permetria als seus nacionals casar-se amb parelles estrangeres del mateix sexe en aquells països on fos legal el matrimoni entre persones del mateix sexe. Abans, les autoritats es negaven a emetre el certificat obligatori requerit perquè els seus nacionals es casessin a l'estranger si el cònjuge previst del sol·licitant era del mateix sexe. En virtut d'aquest canvi, el Ministeri de Justícia va instruir a les autoritats locals per a que emetéssin el certificat.
No obstant això si una parella vol tenir un reconeixement oficial d'unió també existeix la fórmula legal, basada en el sistema de registre Koseki, consistent en què un dels membres de la parella adopti a l'altre. Criticada per les associacions de defensa de drets LGBT es tracta d'una via que, al contrari que el matrimoni homosexual, no és anticonstitucional.

### Projecte d'unió civil

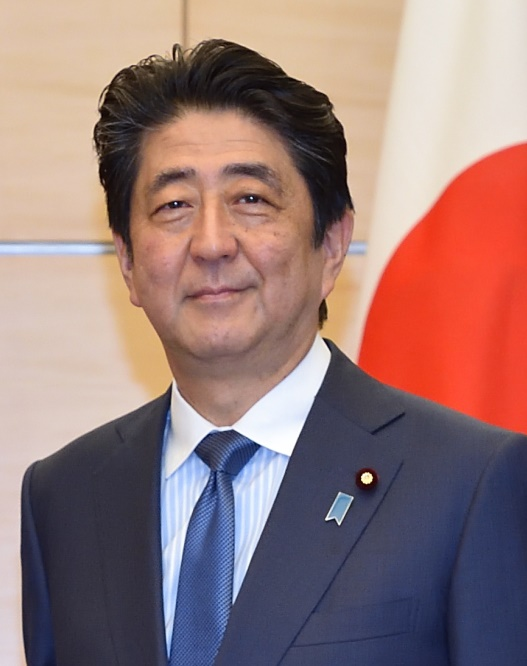
Shinzo Abe, primer ministre del Japó, va rebutjar estudiar la modificació constitucional per a incloure el matrimoni entre persones del mateix sexe

Al Japó, igual que en països com Corea del Sud i Tailàndia, s'han presentat projectes per a reconèixer la unió civil de persones del mateix sexe. També es planteja com a alternativa el matrimoni entre persones del mateix sexe, tal com el tenen planejat per a un futur Xina, Filipines, Taiwan o Cambodja.
Al febrer de 2015 el Parlament Nacional va debatre sobre la necessitat de reconèixer el matrimoni entre persones del mateix sexe en virtut de la Constitució del Japó. Kota Matsuda, membre de l'oposició en la Cambra de Representants del Japó, va afirmar la necessitat d'eliminar les dificultats que les parelles del mateix sexe troben en la seva vida quotidiana i sol·licitava abordar la reforma de l'Article 24 de la Constitució.
El primer ministre japonès Shinzo Abe, pertanyent al conservador Partit Liberal Democràtic, va assenyalar que els matrimonis entre persones del mateix sexe mai serien considerats amb la Constitució vigent i que "seria difícil" revisar les disposicions relatives als drets consagrats en aquesta. Va indicar que és un tema que requereix una reflexió extremadament acurada perquè "es refereix a la base de com han de ser les famílies al nostre país".

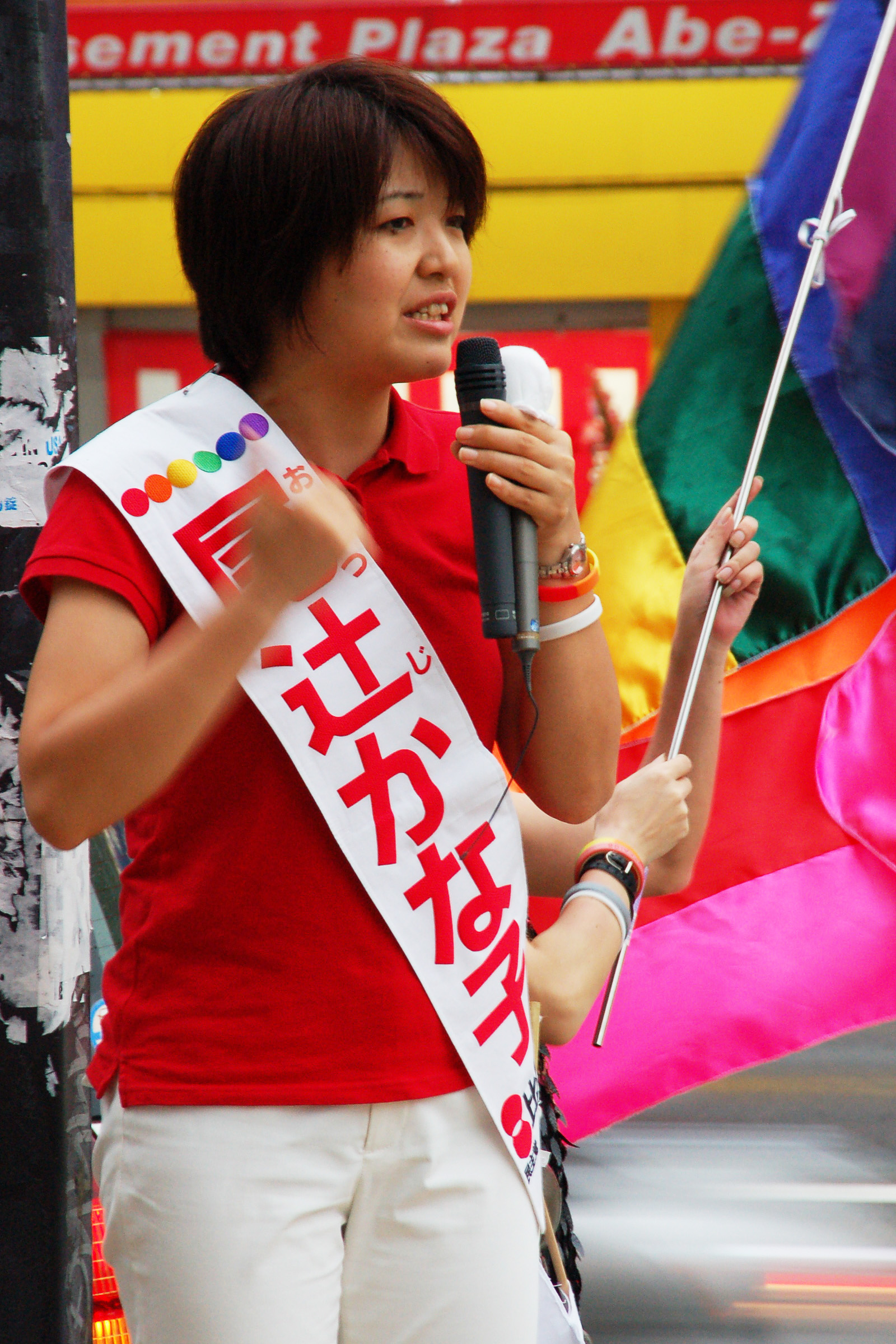
Kanako Otsuji ha estat la primera legisladora obertament lesbiana escollida al Japó

La política japonesa Kanako Otsuji, obertament lesbiana des de 2005, va ser candidata per al Senat. Antic Membre del Parlament de Osaka entre 2003 i 2007 Otsuji va contreure matrimoni amb la seva parella durant un festival per a la prevenció del VIH/sida organitzat per l'Associació Gay Lèsbica Revolució del Japó, sent felicitada pel governador d'Osaka Fusae Ota. Tot i que el seu matrimoni no ha estat reconegut pel govern és optimista sobre un canvi legislatiu però opina que és un tema que portarà temps per manca de voluntat política.
| «                                 | "Hi ha una gran quantitat de llibertat i tolerància (respecte a l'homosexualitat) a la cultura dels joves. Però el món de la política està completament aïllat d'això." | » |
| — Kanako Otsuji (Bloomberg, 2017) | |   |

Alguns partits com el Partit Democràtic Constitucional, liderat per Yukio Edano i d'orientació centreesquerra, donen suport al matrimoni entre persones del mateix sexe.

### Koseki
Al Japó cada ciutadà està inscrit emprant el sistema Koseki. Es tracta del registre familiar més antic del món. Adscrit al Ministeri de Justícia és utilitzat per a registrar famílies, seguir el rastre de naixements, matrimonis, morts o antecedents criminals. Un individu es registra com a part d'una llar la qual cosa difereix de la consideració occidental del certificat de naixement com una prova d'identitat personal.
El registre de Koseki exerceix un paper similar al del matrimoni a Occident. Atorga a un membre integrant del mateix el poder legal, com a parent més pròxim, per al tractament d'assumptes civils com l'herència, les visites a l'hospital o el dret a organitzar un funeral. Per tant, registrar-se mútuament com a part del koseki suposa un substitut del matrimoni a l'estil occidental. És per això que les parelles homosexuals japoneses, mancant una legislació civil que reguli el matrimoni entre persones del mateix sexe, sovint usen procediments d'adopció per a registrar-se com a pertanyents a la mateixa llar: el company major "adopta" legalment al company més jove que, en absència del cònjuge, el converteix en l'únic membre d'aquesta llar.

### Registres de parelles del mateix sexe
- Shibuya, Tòquio (març de 2015)

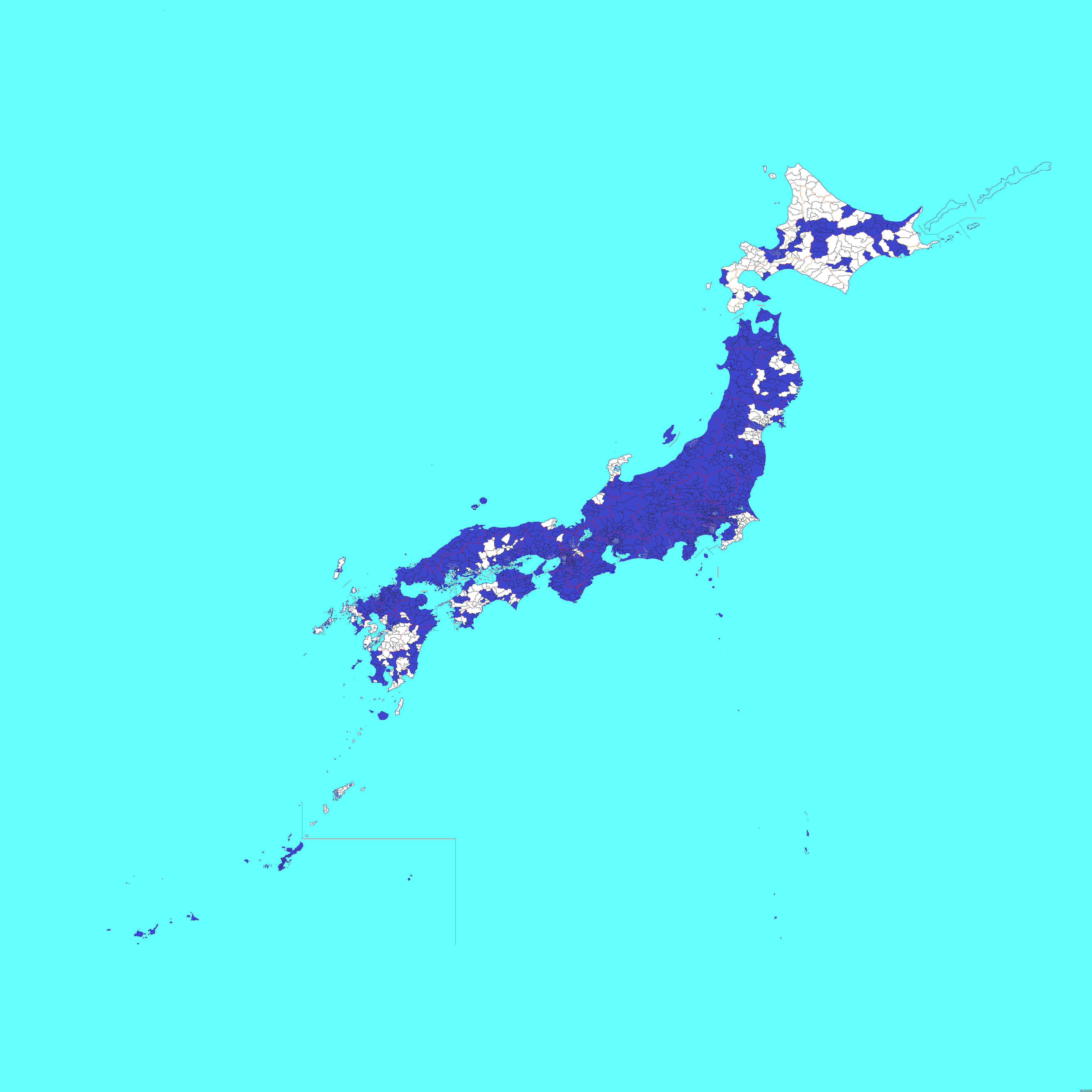
Ubicació de les prefectures i ciutats amb registres per a parelles del mateix sexe (en blau)

El 31 de març del 2015 el barri de Shibuya (Tòquio) va iniciar el procés d'emissió de certificats conjugals especials per a parelles del mateix sexe que són, en certa manera, equivalents a un matrimoni. Si bé no són considerats certificats matrimonials són una eina útil en assumptes civils com a drets hospitalaris. Un funcionari del Ministeri de Justícia va considerar que l'acció del barri de Shibuya és legal perquè el certificat no és un certificat de matrimoni i els codis actuals japonesos no prohibeixen la "vida marital" de parelles del mateix sexe.
- Setagaya, Tòquio (novembre de 2015)

Al juliol de 2015 el barri especial de Setagaya (Tòquio) va declarar que aplicaria el mateix mètode iniciat a Shibuya per a emetre certificats conjugals a parelles del mateix sexe des del 5 de novembre.
- Iga, Mie (abril de 2016)

A l'abril de 2016 Iga, ciutat de 95.000 habitants situada en la prefectura de Mie, va reconèixer les unions civils d'homosexuals convertint-se en la tercera ciutat japonesa a aprovar-los. L'ajuntament va començar a expedir aquests documents i, segons va explicar el seu alcalde Sakae Okamoto, l'objectiu era que les parelles del mateix sexe i les heterosexuals fossin tractades per igual en hospitals i habitatges gestionats pel govern municipal. A més es va demanar la col·laboració d'empreses privades com les immobiliàries.
- Takarazuka, Hyōgo (juny de 2016)

L'ajuntament de Takarazuka, ciutat amb més de 200.000 habitants situada en la prefectura de Hyōgo, va començar al juny de 2006 a expedir aquests documents. En declaracions de la seva alcaldessa, Tomoko Nakagawa, buscava "combatre la discriminació contra les minories sexuals" i "oferir més suport de les autoritats locals a les parelles del mateix sexe".
- Naha, Okinawa (juliol de 2016)

Naha, a Okinawa, va adoptar el mateix sistema de registre per a parelles del mateix sexe al juliol de 2016. L'alcaldessa de la localitat, Shiroma Mikiko, va indicar que poden sol·licitar el registre els majors de 20 anys i es realitza una vegada que es verifica que existeix una relació de convivència entre totes dues persones.
- Sapporo, Hokkaidō (juny de 2017)

L'1 de juny de 2017 Sapporo, a Hokkaidō, es va convertir en la primera gran ciutat que va reconèixer les unions civils LGBT. Les autoritats municipals de la cinquena major ciutat nipona, d'aproximadament 2,5 milions d'habitants, van començar a expedir certificats que no són legalment vinculants però permeten a les parelles LGTB exercir certs drets com convertir-se en beneficiaris de l'assegurança de vida mútuament o beneficiar-se de descomptes familiars per a certs serveis.
- Fukuoka, Fukuoka (abril de 2018)

Fukuoka, a la prefectura de Fukuoka, es va convertir a l'abril de 2018 en la cinquena ciutat del país que va adoptar el sistema de "certificats d'associació". La primera parella del mateix sexe que va rebre aquest certificat va ser un home trans anomenat Anri Ishizaki que va obtenir un certificat amb la seva parella femenina Miho Yamashita. Pel fet que el Japó només permet que les persones canviïn el seu gènere legalment després d'una cirurgia de reassignació de sexe, i Ishizaki no havia realitzat aquesta intervenció quirúrgica i encara figura legalment com a dona.
- Osaka, Osaka (juny de 2018)

El 28 de juny de 2018 es va anunciar que Osaka, la tercera ciutat més gran Japó amb 2.700.000 habitants i situada en la prefectura homònima, començaria a expedir documentació i targetes que certificaran les parelles formades per lesbianes, gais, bisexuals i transsexuals. Les autoritats van indicar que les parelles interessades poden sol·licitar aquest certificat sempre que resideixin en la jurisdicció o si tenen previst traslladar-se allí.
- Nakano, Tòquio (agost de 2018)

Nakano és el tercer dels districtes especials de Tòquio que ha establert mecanismes per a reconèixer les unions civils homosexuals. Des d'agost de 2018 els certificats de convivència s'expedeixen per part de l'autoritat municipal. L'alcalde de Nakano, Daisuke Tanaka, va indicar en declaracions "per als qui se senten que és un inconvenient social tenir una parella del mateix sexe hauríem de pensar com podem eliminar aquests inconvenients encara que només sigui una mica".
- Chiba, Chiba (abril de 2019)

Chiba, situada a la prefectura homònima a l'est de Tòquio, va anunciar que a partir d'abril de 2019 a més del registre de parelles del mateix sexe s'impulsaran mesures addicionals contra la discriminació. L'alcalde, Toshihito Kumagai, va anunciar en roda de premsa la creació d'una fundació perquè les persones puguin viure com vulguin i va agregar que espera que la decisió de la seva ciutat sigui un catalitzador perquè la gent pensi en el concepte de famílies i associacions.